# كيت بورتون
كيت بورتون (بالإنجليزية: Kate Burton)‏ هي ممثلة أمريكية، ولدت في 10 سبتمبر 1957 بجنيف في سويسرا. من الجوائز التي نالتها جائزة المسرح العالمي سنة 1983 وجائزة إيمي داي تايم ‏.

## أعمال

### أفلام
- (1998) شهرة[6]
- (2002) الخائنة[7]
- (2002) المترصدة[8]
- (2005) إبقى[9]
- (2008) ماكس باين[10]
- (2009) ما الذي حدث للتو؟[11]
- (2010) 127 ساعة
- (2010) تذكرني[12][13][14]
- (2012) يومان في نيويورك[15]

### مسلسلات
- تشريح غراي
- ذا غود وايف
- فضيحة[16]

## جوائز وترشيحات
جوائز
- جائزة المسرح العالمي (1983)
- جائزة إيمي داي تايم [الإنجليزية]‏

ترشيحات
- جائزة توني لأفضل ممثلة مسرحية [الإنجليزية]‏ (2002)
- جائزة توني لأفضل ممثلة مسرحية [الإنجليزية]‏ (2006)
- جائزة توني لأفضل ممثلة بارزة في مسرحية [الإنجليزية]‏ (2002)

## وصلات خارجية
- كيت بورتون على موقع IMDb (الإنجليزية)
- كيت بورتون على موقع ألو سيني (الفرنسية)
- كيت بورتون على موقع ميوزك برينز (الإنجليزية)
- كيت بورتون على موقع أول موفي (الإنجليزية)
- كيت بورتون على موقع قاعدة بيانات برودواي على الإنترنت (الإنجليزية)
- كيت بورتون على موقع قاعدة بيانات الأفلام السويدية (السويدية)
- كيت بورتون على موقع إن إن دي بي (الإنجليزية)
- كيت بورتون على موقع ديسكوغز (الإنجليزية)
- كيت بورتون على موقع قاعدة بيانات الفيلم (الإنجليزية)
- كيت بورتون على موقع كينوبويسك (الروسية)